# Utrinski Vesnik
Utrinski vesnik (kyrillisch Утрински Весник, deutsch „Morgenzeitung“) ist eine Tageszeitung in Nordmazedonien. Die erste Ausgabe wurde am 23. Juni 1999 veröffentlicht. Ihr gegenwärtiger Herausgeber ist Erol Rizaov. Die Zeitung ist für ihre anti-bulgarische Polemik bekannt.
Freitags liegt der Zeitung eine Beilage mit dem Namen Magazin+ bei.